# Carlo Perosi
Carlo Perosi (né le 18 décembre 1868 à Tortona au Piémont, Italie et mort le 22 février 1930 à Rome) est un cardinal italien du début du XXe siècle. Il est le frère du compositeur prolifique de musique sacrée Lorenzo Perosi.

## Biographie
Carlo Perosi  étudie à Tortona et à Rome. Après son ordination  il fait du travail pastoral dans le diocèse de Tortona et y est professeur au séminaire. Il exerce des fonctions au sein de la Curie romaine à partir de 1904, notamment à la congrégation  de l'inquisition.
Le pape Pie XI le crée cardinal lors du consistoire du 21 décembre 1926. À partir de 1928 Perosi est secrétaire de la Congrégation consistoriale.
Il meurt  le 22 février 1930 à l'âge de 61 ans.